# Stasimopus schultzei
Stasimopus schultzei là một loài nhện trong họ Ctenizidae. S. schultzei được miêu tả năm 1908 bởi William Frederick Purcell.